# Trębki Stare
Trębki Stare – wieś sołecka w Polsce położona w województwie mazowieckim, w powiecie nowodworskim, w gminie Zakroczym.
W latach 1975–1998 miejscowość administracyjnie należała do województwa warszawskiego.

## Demografia
|           | Wszyscy | W wieku przedprodukcyjnym | W wieku produkcyjnym | W wieku poprodukcyjnym |
| --------- | ------- | ------------------------- | -------------------- | ---------------------- |
| Mężczyźni | 210     | 50                        | 149                  | 11                     |
| Kobiety   | 201     | 54                        | 113                  | 34                     |
| Wszyscy   | 411     | 104                       | 262                  | 45                     |